# László Kleinheisler
László Kleinheisler (ur. 8 kwietnia 1994 w Kazincbarcika) – węgierski piłkarz występujący na pozycji pomocnika, reprezentant Węgier.

## Kariera klubowa
W latach 2012–2013 grał w Puskás Akadémia FC. W czerwcu 2013 podpisał trzyletni kontrakt z Videoton FC z możliwością przedłużenia o kolejny rok. W styczniu 2015 został wypożyczony do Puskás Akadémia FC. W styczniu 2016 podpisał trzyipółletni kontrakt z Werderem Brema, a w sierpniu tegoż roku został wypożyczony do SV Darmstadt 98. W styczniu 2017 został wypożyczony do Ferencvárosi TC. W czerwcu 2017 został wypożyczony na rok do FK Astana. Po zakończeniu okresu wypożyczenia został wykupiony przez kazachski klub i podpisał z nim trzyletni kontrakt. W styczniu 2019 podpisał trzyipółletni kontrakt z NK Osijek. W styczniu 2023 podpisał trzyipółletni kontrakt z Panathinaikosem. W styczniu 2024 został wypożyczony do końca sezonu do Hajduka Split.

## Kariera reprezentacyjna
W reprezentacji Węgier zadebiutował 12 listopada 2015 w wygranym 1:0 meczu barażowym eliminacji do ME 2016 z Norwegią, w którym strzelił zwycięską bramkę. 31 maja 2016 znalazł się w kadrze 23 zawodników powołanych na Mistrzostwa Europy 2016.

## Życie prywatne
Żonaty z Katalin, z d. Spekker.